# Homestead (Florida)
Homestead város az Amerikai Egyesült Államok Florida államában, mely Miami-Dade megyében található a Biscayne Nemzeti Park és az Everglades Nemzeti Park között. Lakosainak száma 80 737 fő (2020. április 1.).
Miami után a megye második legöregebb városa, mivel 1913-ban alapították. Neve az északi part vasútvonal Key Westbe való kivezetésekor keletkezett. A vasútvonal érintett egy olyan területet, ahol érvényben volt a törvény, miszerint telepesek kaphattak meghatározott nagyságú földeket. Ezt nevezték juttatási törvénynek, angolul homestead lawnnak. A konstrukciós tábornak a vasútvonal végén nem volt neve, a dolgozók anyagait és eszközeit rábízták az ottani lakókra, „Homestead Country”-ra, röviden „Homestead”-ra. A nevet a mérnökök adták a területnek.

## Népesség
| 2010 | 60 512 |
| 2020 | 80 737 |

## Nevezetes személyek
- Alan Campbell, színész
- Alek Manoah, baseballjátékos
- Antrel Rolle, amerikaifutball-játékos
- Brent Venables, amerikaifutball-edző
- Chrissy Metz, énekes és színész
- Dexter Lehtinen, kerületi ügyész
- Jeff Zucker, a CNN Worldwide igazgatója
- John Brown, amerikaifutball-játékos
- Herb Waters, amerikaifutball-játékos
- Lacey Sturm, énekes
- Scott Maddox, Tallahassee egykori polgármestere
- Tom Vasel, társasjáték-tervező és -tesztelő
- Tommy Tate, énekes-dalszerző
- Tracy Grammer, énekes-dalszerző